# Marius-Ary Leblond
Pour les articles homonymes, voir Leblond.
 (août 2021).
Marius-Ary Leblond  est le nom de plume de deux écrivains, journalistes et critiques d'art réunionnais, qui étaient cousins : Marius Leblond, nom de plume de Georges Athénas, né le 26 février 1877 à Saint-Denis (La Réunion) et mort le 8 mai 1953 à Paris et Ary Leblond, nom de plume d’Alexandre Merlo, dit Aimé Merlo, né le 30 juillet 1880 à Saint-Pierre (La Réunion) et mort le 7 avril 1958 à La Réunion.

## Biographie
Leur œuvre à deux mains est notamment récompensée par le Prix Goncourt en 1909 pour le roman En France, qui narre le parcours de deux jeunes Créoles venus étudier à la Sorbonne. L'esprit colonial marque leur écriture. Ils occupent des postes publics, Georges comme secrétaire du maréchal Gallieni de 1914 à 1916, Ary (Aimé) comme conservateur du musée de la France outre-mer, à Paris. On leur doit à ce titre la création (le 25 août 1911) du musée qui porte le nom de Léon Dierx à Saint-Denis de La Réunion, le musée Léon-Dierx. 
L’Académie française leur décerne le prix Jean-Reynaud en 1939 pour l'ensemble de leur oeuvre.
Ils sont inhumés au cimetière de Vaugirard, deuxième division, cadastre 122.

## Œuvres
- Émile Verhaeren : la survivance flamande de l'Espagne, Mercure de France, no 170, février 1904, p. 289-308. Texte sur gallica
- Le Secret des robes, roman des couleurs, en Algérie, Fasquelle, 1902.
- Les Vies parallèles, roman de grande ville, Fasquelle, 1902.
- Le Zézère, roman : amours de Blancs et de Noirs, Fasquelle, 1903.
- La Sarabande, roman de mœurs électorales, Fasquelle, 1904 ; réédité sous le titre La Kermesse noire, roman d'une élection aux colonies, Ed. Georges Crès, 1934.
- Les Sortilèges, roman des races de l'océan Indien, Fasquelle, 1905.
- La Société française sous la Troisième République, Alcan, 1905.
- La Grande Île de Madagascar, à « La Vie », essai, prix de l'Académie française, 1906.
- L'Oued, roman algérien, Fasquelle, 1907.
- En France, roman, 1909, prix Goncourt.
- Peintres de races sur Gallica, 1910.
- L'Idéal du XIXe siècle, Paris, Félix Alcan, coll. «Bibliothèque scientifique internationale», 1909, prix de la critique littéraire 1911.
- Les jardins de Paris, roman, Charpentier, 1910.
- Anicette et Pierre Desrades, roman d'une enfance créole, Fasquelle, 1911.
- La Pologne vivante, Perrin, 1911.
- La France devant l'Europe, essai, coll. « Bibliothèque-Charpentier », Fasquelle, 1913. Texte sur Gallica
- Le Miracle de la race, roman, Albin Michel ; grande édition aux « Maîtres du Livre », chez Crès, 1914.
- Galliéni parle..., 2 volumes, Albin Michel, 1920.
- L'Ophélia, roman d'un naufrage, Crès, 1922, Ferenczi, 1929.
- Fétiches, contes de l'océan Indien, Éditions du Monde Moderne, 1923.
- L'Amour sur la montagne, roman, à « La Vie », 1923.
- Ulysse, Cafre, roman, à « La Vie », 1924.
- Les Martyrs de la République Ferenczi et Fils, 1924 :
  - I. La Guerre des Âmes,
  - II. L'Écartèlement,
  - III. La Damnation,
  - IV. La Grâce.
- La Guerre des Âmes: roman contemporain, Ferenczi, 1926.
- Après l'exotisme de Loti, le roman colonial, Ramussen, 1926.
- Nature, proses, dessins de George Bouche, Delpeuch, 1926.
- Le Noël du Roi Mandjar, avec 14 aquarelles hors-texte et une vignette en couverture d'Ary Leblond, Au Lys Rouge, 1926. Edition de luxe tirée à 216 ex.
- L'Écartèlement : roman contemporain, Ferenczi, 1927
- La damnation : roman contemporain, Ferenczi, 1927.
- La grâce : roman contemporain, Ferenczi, 1928.
- Étoiles, Océan Indien, Ferenczi, 1928.
- Anthologie coloniale, morceaux choisis d'écrivains français, J. Peyronnet et Cie, 1929.
- " L'île enchantée. La Réunion ", Couverture en couleurs de Charles Fouqueray, Librairie de la Revue Française Alexis Redier Éditeur, Paris, 1931.
- Île de la Réunion, Exposition coloniale internationale de Paris, Société d'Éditions Géographiques, Maritimes et Coloniales, 1931. Texte sur Gallica
- Passé la ligne...: aventures sauvages, Les œuvres représentatives, 1932.
- Madagascar, Éditions de Flore, 1933.
- Madagascar: création française ..., Plon, 1934.
- Le trésor des hirondelles: nouvelle inédite, Fayard, 1936.
- Belles et fières Antilles, Crès, 1937.
- La Marche dans le feu: nouvelle inédite, Fayard, 1937.
- Les arts indigènes à Madagascar, Dépêche coloniale et maritime, 1937.
- Vie de Vercingétorix, deux vol., Denoël, 1937, grand prix de l'Académie française.
- Lavigerie et les pères blancs, Paris, Mame, 1938.
- Ramaya: nouvelle inédite, Fayard, 1939.
- Comment utiliser nos colonies, Tallandier, 1940.
- L'empire de la France, sa grandeur, sa beauté, sa gloire, ses forces, Éditions Alsatia, 1944.
- La paix française, Éditions Alsatia, 1945.
- Les Îles Sœurs : ou, Le paradis retrouvé. La Réunion-Maurice, « Éden de la Mer des Indes. », Éditions Alsatia, 1946.
- La grande Île de Madagascar, Éditions de Flore, 1946.
- La France dans le monde, La communauté française, Paris, Mame, 1946. Texte sur Gallica.
- Mahé de La Bourdonnais, Mame, 1951.
- La Métropole :
  - I. En France, roman, prix Goncourt.
  - II. Les Jardins de Paris, roman, Fasquelle.

### Sur Leconte de Lisle
- Leconte de Lisle, essai sur le génie créole, Mercure de France, éd. 2, 1906, texte sur wikisource ; rééd. 1930, 1933 sous le titre Leconte de Lisle d'après des documents nouveaux, MdF ; rééd. Leconte de Lisle, Essai sur le Génie créole, préface d'Edgard Pich, commentaires de Jean-François Reverzy, Grand Océan, 1995.
- Articles :
  - L'Adolescence de Leconte de Lisle, Revue des revues, t. XXX, 1899, 15 août (p. 379-394) Texte sur Gallica et 1er septembre (p. 483-497) Texte sur Gallica.
  - Leconte de Lisle avant la Révolution de 1848, « Mercure de France », septembre 1901, p. 659-699. Texte sur Gallica
  - Leconte de Lisle sous la seconde République et sous l'Empire, « Mercure de France », octobre 1901, p. 54-98. Texte sur Gallica ;
  - Leconte de Lisle, 1870-1871, la fin de sa vie, « Mercure de France », novembre 1901, p. 400-435. Texte sur Gallica.
  - Sur les romances inédites de Leconte de Lisle, L'Hermitage, octobre 1901, p. 289-307.
  - Les Poèmes socialistes de Leconte de Lisle de 1845 à 1848, « Revue socialiste », no 203, novembre 1901, p. 563-574. Texte sur Gallica
  - L'Idéal socialiste de Leconte de Lisle, « Revue socialiste », no 205, janvier 1902, p. 36-49. Texte sur Gallica
  - Leconte de Lisle et son pays, Humanité nouvelle, septembre-octobre 1903, p. 501-519 et 599-610.